# Heather Armitage
Heather Armitage, verh. Young, (* 17. März 1933 in Colombo, Sri Lanka) ist eine ehemalige britische Leichtathletin und Olympiateilnehmerin.
Armitage belegte bei den Europameisterschaften 1954 in Bern Platz 6, 1958 gewann sie in Stockholm die Goldmedaille im 100-Meter-Lauf.
Bei den British Empire and Commonwealth Games 1954, ausgetragen in Vancouver, gewann sie die Silbermedaille mit der 4-mal-110-Yards-Staffel. Bei den British Empire and Commonwealth Games 1958, ausgetragen in Cardiff, Wales, gewann sie die Silbermedaille über 100 Yards, hinter der Australierin Marlene Willard (Gold) und vor der Engländerin Madeleine Weston (Bronze), sowie die Bronzemedaille über 220 Yards, hinter den beiden Australierinnen Marlene Willard (Gold) und Betty Cuthbert (Silber), und die Goldmedaille mit der 4-mal-110-Yards-Staffel.
Bei den Olympischen Spielen 1952 in Helsinki gewann sie die Bronzemedaille zusammen mit ihren Teamkolleginnen Sylvia Cheeseman, Jean Desforges und June Foulds, hinter dem Team aus den USA (Gold) und dem Team aus Deutschland (Silber). Bei den Olympischen Spielen 1956 in Melbourne, Australien, gewann sie die Silbermedaille, zusammen mit ihren Teamkolleginnen Anne Pashley, Jean Scrivens und June Foulds, hinter dem Team aus Australien (Gold) und vor dem Team aus den USA (Bronze).